# Ràdio Web MACBA
Ràdio Web MACBA, RWM, és una ràdio en línia que explora el pensament contemporani, la música experimental, l'art radiofònic, i l'art sonor, amb un servei de subscripció de podcast. És un projecte del MACBA.
Serveix com a eina per documentar el present continu del museu, tot entrevistant a diverses personalitats que hi passen pel centre, entre els quals destaquen Michel Feher, Mark Fisher, Franco Berardi, Ann Demeester, Judith Butler, Rick Prelinger, Suely Rolnik, Michael Baldwin, Mel Ramsden, Allan Sekula, Seth Siegelaub, Esther Ferrer, Oyeronke Oyewumi, Laura Mulvey, Griselda Pollock, Fefa Vila, Oyeronke Oyewumi, Kenneth Goldsmith, Fareed Armaly, Stuart Bailey, Will Holder, Guy Schraenen, Muntadas, María Ruido, etc.
Així mateix, RWM ha iniciat línies d'investigació pròpia que surten de les tesis exposades al Museu com ara la reflexió sobre la ràdio com a mitjà en si mateix (una anàlisi de John Cage i les diferents formes que va utilitzar la ràdio, entre altres exemples), la recuperació de materials inèdits d'artistes presents a la col·lecció del museus (com els treballs de ràdio de Juan Muñoz), o la documentació de diversos moviments artístics relacionats amb la música, com Fluxus o Tropicalia.
Paral·lelament, ha desenvolupat línies de programació pròpia, com l'exploració de la música generativa, el col·leccionisme sonor o l'apropiacionisme sonor.

## Història
Va començar el 2006 com una eina per difondre les seves activitats, però amb els anys ha esdevingut un projecte independent, realitzant més de 800 programes. Produeix continguts propis, construint ponts entre la producció radiofònica i altres línies de treball del museu, des de la generació de material documental fins a la programació d'activitats o la creació de monogràfics sobre escenes musicals tan diverses com la música generativa, la producció sonora a Europa de l'est, el col·lapse de la tonalitat al segle xx o l'avantguarda sonora a la península.

## Projectes
- Son[i]a: Línia de programes amb càpsules d'àudio de curta durada on es dona veu a diversos agents culturals: directors, comissaris, artistes, conferenciants o programadors.[6][7]
- Quaderns d'Àudio: Assajos que expandeixen àrees d'interès de Ràdio Web MACBA. És una línia de publicacions de textos relacionats amb la programació de RWM. El seu objectiu és complementar les línies de treball de la ràdio amb l'aportació de documents inèdits i també amb l'edició crítica de textos de difícil localització, però rellevants per comprendre la creació sonora i aprofundir-hi. Els documents es presenten en format PDF per descarregar i imprimir. La maquetació del text permet diversos muntatges, des del simple grapat fins a l'enquadernació japonesa, i d'aquesta manera el format pot ser semblant al d'una publicació convencional.[8]
- Curatorial: Línia de programes que explora la creació sonora amb encàrrecs específics a artistes, com ara Felix Kubin, Jon Leidecker (Wobbly), Marcus Schmickler, Chris Cutler, Barbara Held i Pilar Subirà, entre d'altres.
- Especials: Propostes d'artistes i comisaris relacionats amb la col·lecció del museu.
- Recerca: Línia de programació per investigar moments i personatges clau en el camp sonor contemporani, amb encàrrecs específics a artistes, com ara Roc Jiménez de Cisneros, Mark Fell i Joe Gilmore.
- Extra: Línia de programació en format híbrid (àudio i text) que visualitza i documenta els processos de recerca de les diferents línies de programació en forma d'escenes eliminades, converses amb els personatges entrevistats i transcripcions.

## Premis i reconeixements
Es tracta d'un projecte que ha esdevingut tot un referent a nivell internacional. Ha rebut diversos premis per la seva innovació en la difusió de continguts artístics, entre els quals destaca el Museums and the Web Best of the Web 2009 Podcast Award, al millor podcast del sector. El mateix 2009, RWM va tenir unes 18.000 visites i unes 36.000 pàgines vistes, provinents de 90 països diferents, amb una forta presència als Estats Units i a l'estat espanyol. El projecte s'ha estès a la ràdio tradicional, amb col·laboracions de diversa índole amb estacions de ràdio d'arreu del món, des de Mèxic a Nova Zelanda. També s'ha presentat en congressos internacionals com MuseumNext 2012 i FIEC II. Ha estat també seleccionat en tres ocasions per l'ACCA entre els projectes finalistes en la categoria de "crítica".